# Nico Hischier
Nico Hischier (* 4. ledna 1999 Brig) je profesionální švýcarský hokejový útočník hrající v týmu New Jersey Devils v kanadsko-americké soutěži National Hockey League (NHL). Od roku 2020 zde působí i jako kapitán týmu. 
Ve vstupním draftu NHL 2017, byl 23. června 2017 draftován v prvním kole jako 1. celkově týmem New Jersey Devils. Stal se tak prvním Švýcarem draftovaným jako číslo 1 v historii NHL. Se švýcarskou reprezentací získal stříbrnou medaili na mistrovství světa 2024. Hrál i na MS 2019 (8. místo), 2021 (6. místo), 2022 (5. místo) a 2023 (5. místo).

## Ocenění a úspěchy
- 2015 Elite Jr. A – Nejlepší střelec
- 2015 Elite Jr. A – Nejproduktivnější hráč
- 2015 Elite Jr. A – Nejlepší nahrávač v playoff
- 2016 MS-18 – Top tří nejlepších hráčů v týmu
- 2017 CHL – Rookie of the Year
- 2017 QMJHL – All-Rookie Tým
- 2017 QMJHL – Michael Bossy Trophy
- 2017 QMJHL – Michel Bergeron Trophy
- 2017 QMJHL – Nováček roku
- 2017 QMJHL – Nejlepší střelec mezi nováčcích
- 2017 QMJHL – Nejlepší nahrávač mezi nováčcích
- 2017 QMJHL – Nejproduktivnější nováček
- 2017 MS-18 – Top tří nejlepších hráčů v týmu
- 2017 MSJ – Top tří nejlepších hráčů v týmu
- 2019 MS – Nejproduktivnější junior
- 2020 NHL – All-Star Game
- 2021 MS – Top tří nejlepších hráčů v týmu
- 2022 MS – Top tří nejlepších hráčů v týmu
- 2024 MS – Top tří nejlepších hráčů v týmu

## Prvenství
- Debut v NHL – 7. října 	2017 (New Jersey Devils proti Colorado Avalanche)
- První asistence v NHL – 9. října 2017 (Buffalo Sabres proti New Jersey Devils)
- První gól v NHL – 19. října 2017 (Ottawa Senators proti New Jersey Devils, americkému brankáři Craig Anderson)
- První hattrick v NHL – 25. listopadu 2024 (New Jersey Devils proti Nashville Predators)

## Klubové statistiky
| Sezóna      | Klub               | Soutěž      |     | Základní část | Základní část | Základní část | Základní část | Základní část |   | Play off | Play off | Play off | Play off | Play off |
| Sezóna      | Klub               | Soutěž      | Z   | G             | A             | B             | TM            | Z             | G | A        | B        | TM       |          |          |
| 2014–15     | Bern 20            | Elite Jr. A | 11  | 1             | 1             | 2             | 2             | 10            | 3 | 3        | 6        | 0        |          |          |
| 2015–16     | Bern 20            | Elite Jr. A | 18  | 11            | 17            | 28            | 6             | 9             | 1 | 8        | 9        | 2        |          |          |
| 2015–16     | SC Bern            | NLA         | 15  | 1             | 0             | 1             | 2             | —             | — | —        | —        | —        |          |          |
| 2015–16     | EHC Visp           | NLB         | 7   | 1             | 1             | 2             | 0             | 6             | 2 | 0        | 2        | 8        |          |          |
| 2016–17     | Halifax Mooseheads | QMJHL       | 57  | 38            | 48            | 86            | 24            | 6             | 3 | 4        | 7        | 0        |          |          |
| 2017–18     | New Jersey Devils  | NHL         | 82  | 20            | 32            | 52            | 26            | 5             | 1 | 0        | 1        | 0        |          |          |
| 2018–19     | New Jersey Devils  | NHL         | 69  | 17            | 30            | 47            | 24            | —             | — | —        | —        | —        |          |          |
| 2019–20     | New Jersey Devils  | NHL         | 58  | 14            | 22            | 36            | 12            | —             | — | —        | —        | —        |          |          |
| 2020–21     | New Jersey Devils  | NHL         | 21  | 6             | 5             | 11            | 4             | —             | — | —        | —        | —        |          |          |
| 2021–22     | New Jersey Devils  | NHL         | 70  | 21            | 39            | 60            | 17            | —             | — | —        | —        | —        |          |          |
| 2022–23     | New Jersey Devils  | NHL         | 81  | 31            | 49            | 80            | 10            | 12            | 1 | 6        | 7        | 2        |          |          |
| 2023–24     | New Jersey Devils  | NHL         | 71  | 27            | 40            | 67            | 12            | —             | — | —        | —        | —        |          |          |
| 2024–25     | New Jersey Devils  | NHL         | 75  | 35            | 34            | 69            | 20            | 5             | 4 | 0        | 4        | 0        |          |          |
| NHL celkově | NHL celkově        | NHL celkově | 527 | 171           | 251           | 422           | 125           | 22            | 6 | 6        | 12       | 2        |          |          |

## Reprezentace
| Rok                           | Tým                           | Soutěž                        | Z                             | G  | A  | B  | TM |    |
| ----------------------------- | ----------------------------- | ----------------------------- | ----------------------------- | -- | -- | -- | -- | -- |
| 2015                          | Švýcarsko 18                  | MS-18                         | 5                             | 1  | 0  | 1  | 0  |    |
| 2015                          | Švýcarsko 18                  | MIH-18                        | 4                             | 3  | 3  | 6  | 0  |    |
| 2016                          | Švýcarsko 20                  | MSJ                           | 6                             | 0  | 2  | 2  | 0  |    |
| 2016                          | Švýcarsko 18                  | MS-18                         | 5                             | 1  | 3  | 4  | 0  |    |
| 2016                          | Švýcarsko 18                  | MIH-18                        | 3                             | 1  | 1  | 2  | 2  |    |
| 2017                          | Švýcarsko 20                  | MSJ                           | 5                             | 4  | 3  | 7  | 2  |    |
| 2017                          | Švýcarsko 18                  | MS-18                         | 5                             | 1  | 5  | 6  | 0  |    |
| 2019                          | Švýcarsko                     | MS                            | 8                             | 4  | 5  | 9  | 4  |    |
| 2021                          | Švýcarsko                     | MS                            | 8                             | 2  | 4  | 6  | 2  |    |
| 2022                          | Švýcarsko                     | MS                            | 8                             | 5  | 3  | 8  | 2  |    |
| 2023                          | Švýcarsko                     | MS                            | 4                             | 1  | 2  | 3  | 0  |    |
| 2024                          | Švýcarsko                     | MS                            | 10                            | 6  | 5  | 11 | 2  |    |
| 2025                          | Švýcarsko                     | MS                            | 4                             | 2  | 1  | 3  | 0  |    |
| Juniorská reprezentace celkem | Juniorská reprezentace celkem | Juniorská reprezentace celkem | Juniorská reprezentace celkem | 36 | 13 | 18 | 31 | 4  |
| Seniorská reprezentace celkem | Seniorská reprezentace celkem | Seniorská reprezentace celkem | Seniorská reprezentace celkem | 38 | 16 | 19 | 37 | 10 |